# Hebecephalus pamiricus
Hebecephalus pamiricus är en insektsart som beskrevs av Alexander Fyodorovich Emeljanov 1972. Hebecephalus pamiricus ingår i släktet Hebecephalus och familjen dvärgstritar. Inga underarter finns listade i Catalogue of Life.